# Stichopathes pourtalesi
Stichopathes pourtalesi är en korallart som beskrevs av Brook 1889. Stichopathes pourtalesi ingår i släktet Stichopathes och familjen Antipathidae. Inga underarter finns listade i Catalogue of Life.